# Новоказачий
Новоказачий — посёлок в городском округе город Орск Оренбургской области.

## География
Находится в правобережной пойме реки Урал на расстоянии примерно 9 километров по прямой на север-северо-восток от центра города Орск. Административно относится к Ленинскому району Орска.

## Климат
Климат континентальный с тёплым летом, холодной зимой и недостаточным увлажнением в течение года. Среднемесячная температура наиболее холодного месяца (января) — −16,4 °C, наиболее тёплого (июля) — 21,3 °C. Абсолютный максимум температуры составляет — 42 °C, абсолютный минимум — −44 °C. Продолжительность безморозного периода 132 суток. В течение года преобладают западные направления ветра. Зимой возрастает роль, юго-западных и северо-восточных ветров, летом северо-западных и северных направлений. Среднегодовая скорость ветра 8,8 м/с. В течение года наблюдается около 20 дней с туманом.

## История
Возник как татарский аул Ильяс Утары (аул Ильяса). Интенсивно начал застраиваться в 1870-е годы переселенцами-казаками. В первые годы коллективизации в посёлке был организован колхоз имени Чапаева. В народе аул стали называть: Чапаевка. После Великой Отечественной войны в посёлке был создан совхоз «Садовод». В апреле 1964 года посёлок был передан в административное подчинение Орскому горсовету.

## Население
Постоянное население в 2002 году составляло 660 человека (русские — 66 %), 618 в 2010 году.